# لیس آسیا
لیس آسیا (انگلیسی: Lys Assia؛ زادهٔ ۳ مارس ۱۹۲۴- درگذشتهٔ ۲۴ مارس ۲۰۱۸) خوانندهٔ سوئیسی بود که در سال ۱۹۵۶ برندهٔ نخستین دورهٔ مسابقهٔ آواز یوروویژن شد.